# Anurophorus pseudolaricis
Anurophorus pseudolaricis är en urinsektsart som beskrevs av Imre Loksa 1978. Anurophorus pseudolaricis ingår i släktet Anurophorus och familjen Isotomidae. Inga underarter finns listade i Catalogue of Life.